# Vaalroze parasolzwam
De vaalroze parasolzwam (Lepiota subincarnata) is een soort van plaatjeszwam in de familie Agaricaceae. Het is bekend dat hij amatoxines bevat en het consumeren van deze schimmel kan mogelijk dodelijk zijn. De soort komt voor in Azië, Europa en Noord-Amerika, in bossen en in sterk vervuilde parken.

## Taxonomie
De soort werd voor het eerst wetenschappelijk beschreven door de Deense mycoloog Jakob Emanuel Lange in 1940. Bon en Boiffard beschreven Lepiota josserandii in 1974, wat dezelfde soort bleek te zijn.

## Kenmerken

### Uiterlijke kenmerken
De hoed van de paddenstoel is lichtrood tot roodbruin en dichter bij de rand crèmekleurig. De lamellen zijn witachtig en het vlees is naar boven toe wit tot rozeachtig. De steel kan aan de basis iets groter zijn, crèmekleurig met vlekken in de hoedkleur. De geur is wat fruitig en de smaak van de giftige paddenstoel is onaangenaam. De sporenprint is wit.

### Microscopische kenmerken
De basidia zijn viersporig, knotsvormig en meten 19-23 × 6-7 µm. Sterigmata zijn 3-3,5 µm lang. De cheilocystidia zijn cilindrisch, knotsvormig en 26-30 × 7-8 µm. De schimmel heeft geen pleurocystidia. De sporen zijn kleurloos, ellipsoïde, eivormige ellipsoïde, met een aanhangsel, fluorescerende inhoud en meten 6,0-7,5 × 3,5-4 µm.

## Verspreiding
De vaalroze parasolzwam komt in Nederland algemeen voor. Hij staat niet op de rode lijst en is niet bedreigd.

## Foto's

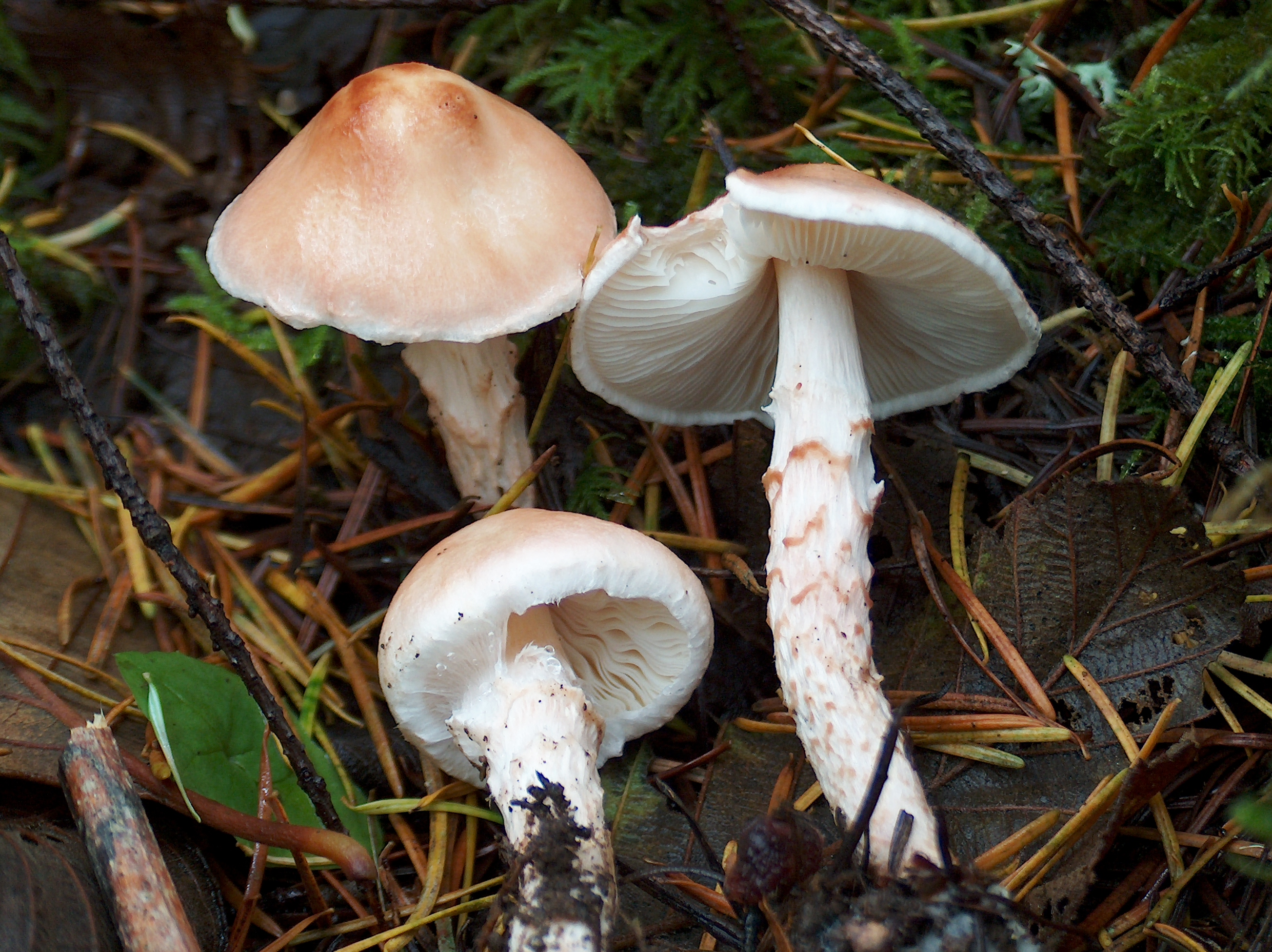
Zijaanzicht en lamellen
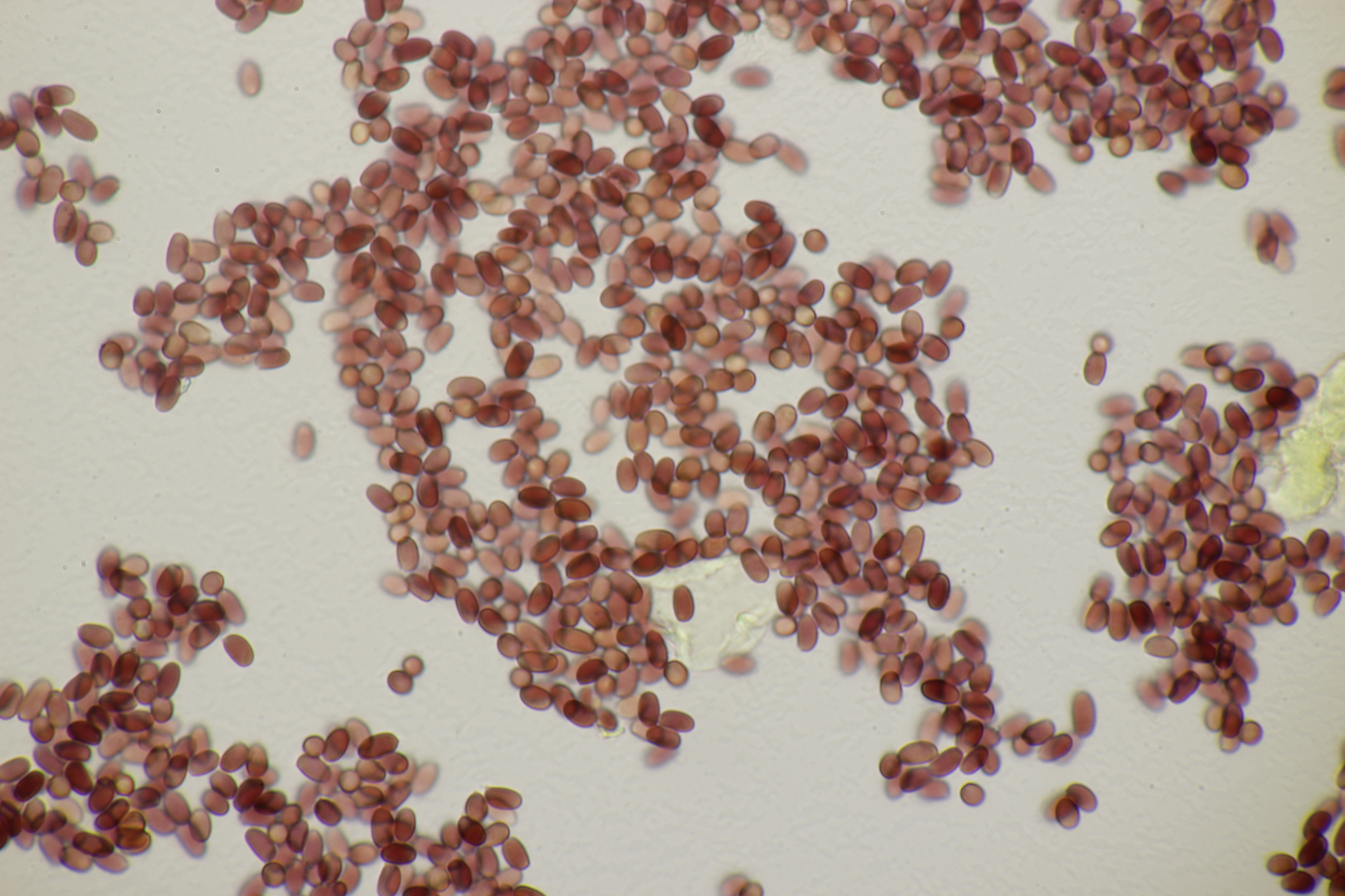
Sporen
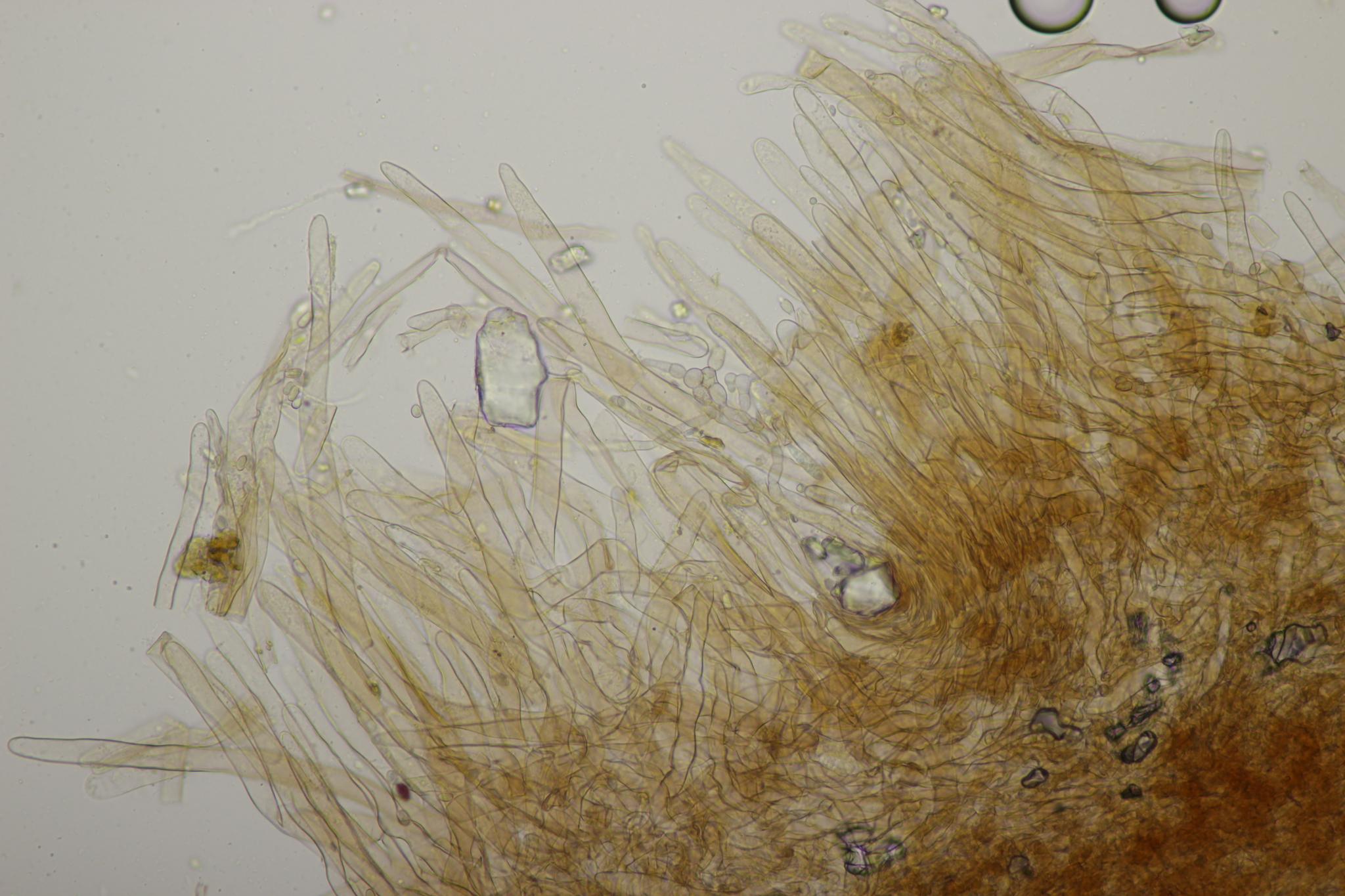
Hyfen van hoedhuid
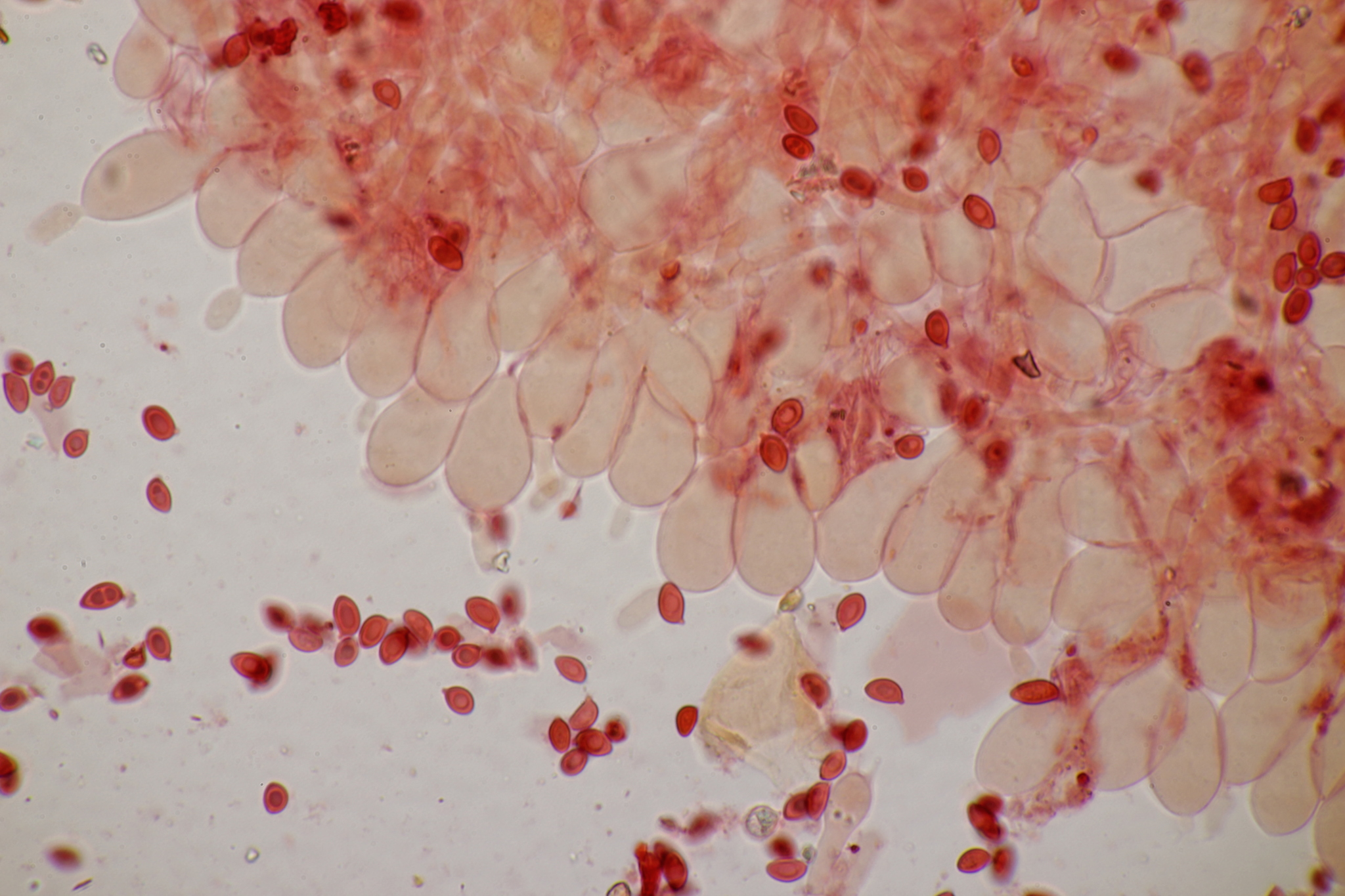
Cystiden
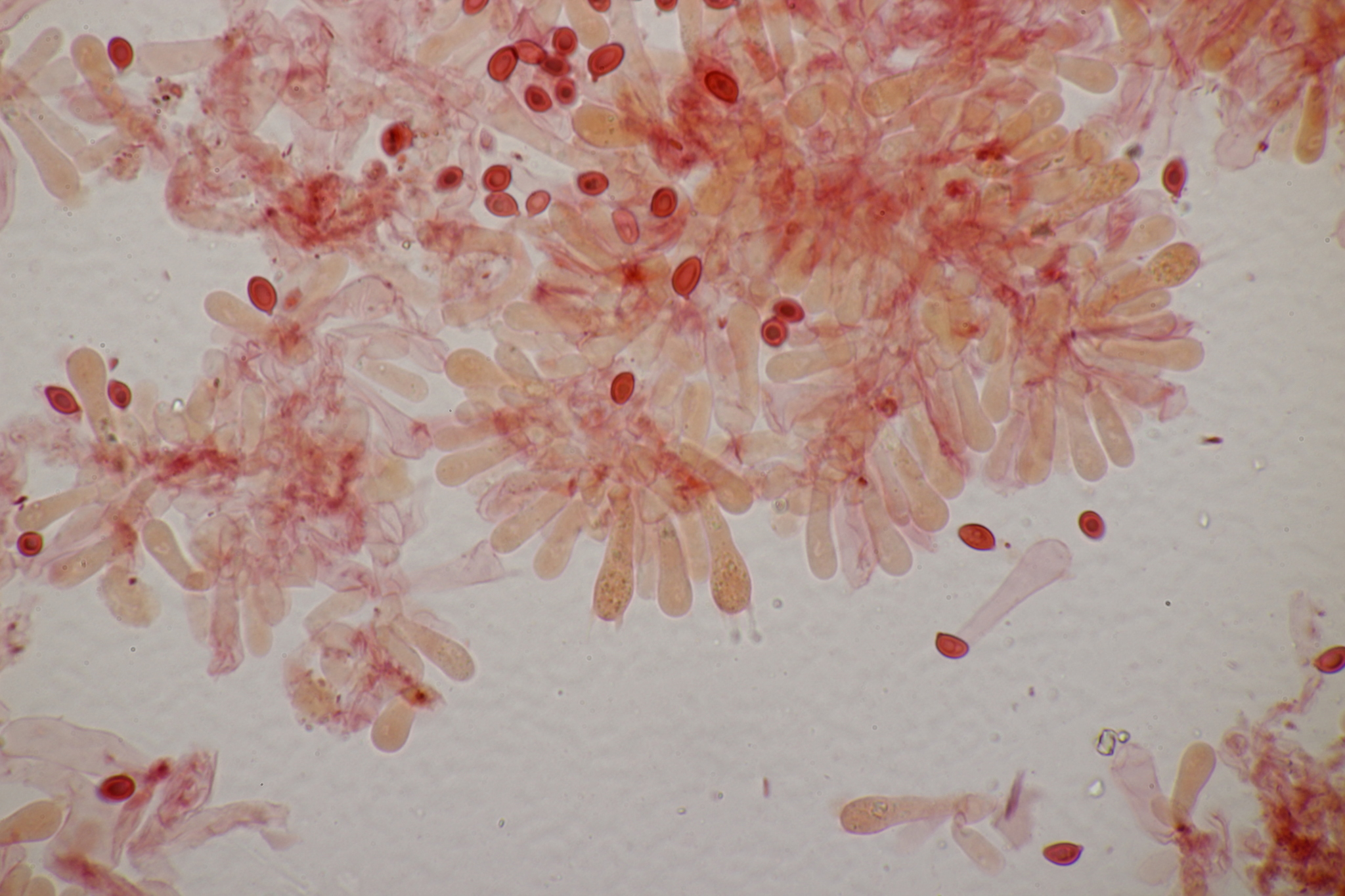
Basidia